# 赵振声
趙振聲主教（1894年11月30日—1968年10月14日），圣名方济各·沙勿略。耶稣会士，曾任北京教区宗座署理（1948年—1953年）及献县教区首任華籍主教（1957年—1968年）。

## 生平
1894年11月30日，赵振声生于河北景县黄古庄一个虔诚的天主教家庭。1910年从献县公学转入献县修院，1913年10月15日入耶稣会。1917年赴法国，获哲学博士学位。1920年再赴比利时研读神学，1923年8月26日，在比利时昂坚（Enghien）耶稣会神学院被圣为神父，并获哲学和神学博士学位。1925年9月回国。回国前到罗马、法国露德朝圣。1931年—1933年任天津工商学院校长。
1937年12月2日，教宗任命赵振声为献县教区首任国籍主教，顶衔为比西加城（北非突尼斯的一座古城）主教。献县教区成立于1856年，80年中一直由耶稣会法国香槟省会负责传教，出任主教。1938年3月27日，赵振声在献县张庄耶稣圣心主教座堂祝圣，由永年教区崔守恂主教主礼，天津教区文贵宾主教、献县教区耶稣会会长鄂恩涛神父襄礼。
这时中日战争已经爆发，献县教区先后发生了2次不幸事件：1939年7月15日，教区设在河间的大修院有24名师生被日军认为私通八路军而遭活埋。1941年9月8日，教区云台山墓地附近有3名亲日分子被隐藏在教堂内的八路军小分队杀死，致使神父、修士、贞女等21人被日军枪挑、活埋，包括赵振声主教本人在内有近百人被日军逮捕。而主教座堂的西大院也在1942年被日军强占。于是，献县、永年、大名和景县4个教区为安全起见，决定联合在奥地利主教负责的新成立的景县教区开办若石总修院（St. Joseph Seminary）。
抗战结束后，1946年4月11日，梵蒂冈在中国实行圣统制，献县代牧区改为正式的献县教区。但这时河北农村大部分地区已经被共产党占领，献县及其附近的教区开始遭受严厉的清算斗争，莫名其妙的巨额赔款使教区经济陷入拮据。献县耶稣会和在景县的若石总修院都被迫迁移到北平，赵振声主教也流亡到平津一带。1948年5月，赵振声主教接替赴美的田耕莘枢机，任北京总教区宗座署理。后回教区续掌教务。1949年，献县教区在全国各教区中第一个转移大批修生出境，将当时在北平若石神学院的48位修生辗转送到菲律宾。这些神父们后来在献县教区的重建上发挥了重要作用，引进大量资源。
1949年，政府医院、中学、粮库占用主教座堂4／5的房屋。1955年，东大院为人民委员会和中学相继占用。1956年，县卫生院改名献县人民医院，又占用整个西大院。
1949年3月至1953年5月，赵振声隐藏在交河县郝村秘密传教。1953年5月至1953年9月，在献县东双坦村隐藏。1953年10月起，赵振声继续任献县教区主教。
1956年7月19日至25日，赵振声与王文成主教、易宣化主教、李伯渔主教、李维光代主教及杨士达、汤履道等36位主教、神父、教友一道发起的中国天主教友爱国会预备会议在北京举行。会议讨论通过成立中国天主教友爱国会。1956年7月26日，在中南海紫光阁受到周恩来总理的接见。1957年8月3日，中国天主教爱国会成立，赵振声当选为8位副主席之一（列名顺序依次为上海教区杨士达教友、周至教区李伯渔主教、南京教区李维光代总主教、南充教区王文成主教、献县教区赵振声主教、济南教区董文隆代主教、天津教区李德培神父、太原教区曹道生教友），1957年12月当选为河北省天主教爱国会主席。1962年1月当选为全国神学院校董事会副董事长。他是第一、二、三届河北省政协委员，三届一次全国政协会议列席代表。1958年4月，在张家庄主教座堂，主礼祝圣四位主教：永年王守谦、永平蓝柏露、宣化常守彝、西湾子潘少卿。
1966年，文化大革命开始，中国天主教会遭到了毁灭性的打击，献县教区各机构全数关闭，主教座堂被拆毁，主教、神父、修女、教友受尽凌辱、监禁和苦刑，无一幸免，仅死于狱中的神父就有十几位。1967年2月25日，赵振声主教被捕，1968年10月15日在狱中去世，终年74岁。
2006年10月，获官方同意，赵振声曾任主教的天主教献县教区举行成立一百五十年庆典，两万多名信众参与，是中国大陆多年来规模最大的宗教聚会。这个教区已拥有六万五千名信徒，教堂超过一百五十座。年轻的主教李连贵，既是按照中国官方要求自选自圣，又获得罗马教廷任命。这与河北省其他教区公开教会与地下教会严重对立的情形稍有不同。

## 紀念
- 台灣桃園市的天主教振聲高級中學[3]，即是為了紀念趙振聲主教而命名。